# Cedric Sharpley
Cedric Sharpley (Kaapstad, 2 juli 1952 - 13 maart 2012) was een in Zuid-Afrika geboren drummer, die vooral eind jaren 70 en begin jaren 80 van de twintigste eeuw een van de drijvende krachten was achter de futuristische synthpop van Gary Numan. 
In de jaren 60 verhuisde Cedric naar Engeland en richtte daar de [progressieve-rockband Druid op met bassist Neil Brewer, zanger/gitarist Dane Stevens en toetsenist Andrew McCrorie Shand. Ze brachten 2 albums uit in 1975 en 1976. Daarna stopte de band. In 1979 voegde Cedric zich bij de band van Gary Numan.
De grootste successen uit die tijd waren "Are 'Friends' Electric?" (toen nog Tubeway Army) en "Cars", die beide nummer 1-hits werden in het Verenigd Koninkrijk. Op de albums van Tubeway Army speelde Jess Lidyard nog op drums, maar voor de live-tournees werd Cedric aangetrokken. Toen Tubeway Army voor het eerst op TV verscheen ter promotie van "Are 'Friends' Electric?" was Cedric al zichtbaar. In mei was de band op de BBC te horen bij John Peel. De bezetting bestond toen naast Gary Numan uit Chris Payne (synth), Cedric Sharpley (drums) en Paul Gardiner (bass). Ze speelden 4 nummers van hun nog te verschijnen album, waaronder "Cars". Kort daarna besloot Numan om de naam Tubeway Army te laten vallen en onder de naam Gary Numan verder te gaan.
Sharpley's stijl van drummen was strak, gepaard met spierkracht en behoorlijk dynamisch, met de kenmerkende uithaal naar de bekkens. Samen met de basgitaar bespeeld door Paul Gardiner legde het de fundering voor de dominante analoge synthesizers bespeeld door Chris Payne en Gary Numan. Het nummer "Films" van het album The Pleasure Principle trok zelfs de aandacht in de Amerikaanse hiphopscene. De pakkende drumstijl met de vloeiende baslijn was van grote invloed op de ontwikkeling van de beats/ritmes van o.a. Afrika Bambaataa.  
Toen Numan in 1981 besluit te stoppen met toeren, vormde Cedric met Chris Payne en twee andere voormalige leden van de band achter Gary Numan (Rrussell Bell en Denis Haines) de band Dramatis, die in 1982 weer ophield te bestaan. Zij brachten 1 album uit en een aantal singles, waarvan alleen de single met Numan als gastzanger een hit werd. Vanaf 1983 speelde hij weer mee in de live-band van Numan (net als Chris Payne en Rrussell Bell), voor de laatste keer in 1992.  
Studioalbums waarop Cedric te horen is:  
- 1975: Toward the sun (Druid)
- 1976: Fluid druid (Druid)
- 1979: The Pleasure Principle (Gary Numan)
- 1980: Telekon (Gary Numan)
- 1981: Dance (Gary Numan)
- 1981: For Future Reference (Dramatis)
- 1983: Warriors (Gary Numan)
- 1984: Berserker (Gary Numan)

En de livealbums:
- 1981: Living Ornaments '79 (Gary Numan)
- 1981: Living Ornaments '80 (Gary Numan)
- 1985: White Noise (Gary Numan)
- 1989: The Skin Mechanic (Gary Numan)
- 1998: Living Ornaments '81 (Gary Numan)

Sharpley droeg ook bij aan de ontwikkeling van de demo "Toot City". Dit nummer ontstond tijdens de eerste tournee van Gary Numan tijdens de soundchecks toen toetsenisten Chris Payne en Billy Currie een idee aan het uitwerken waren. Het nummer werd uiteindelijk met een andere tekst herschreven tot "Fade to grey", een hit voor Visage in de jaren 80.
In 2012 overleed Cedric Sharpley aan een hartaanval.